# Marian McGennis
Marian McGennis (* November 1953 in Dublin) ist eine frühere irische Politikerin der Fianna Fáil. Sie war von 1993 bis 1997 Mitglied im Seanad Éireann und von 1997 bis 2002 Teachta Dála (Abgeordnete) im Dáil Éireann, dem irischen Unterhaus.

## Biografie
McGennis studierte am St Patrick’s College, Maynooth und arbeitete später im öffentlichen Dienst sowie im Wahlkreisbüro des Taoiseach Albert Reynolds. Seit 1985 war sie in den Dublin County Council gewählt worden. Nach der Teilung des County Dublin war sie von 1993 bis 1998 Mitglied des Fingal County Council. Taoiseach Reynolds berief sie im Februar 1993 in den Seanad Éireann, nachdem sie zuvor bei den Wahlen zum Dáil Éireann 1992 im Wahlkreis Dublin North gescheitert war. Bei den Wahlen zum Dáil Éireann 1997 erlangte sie dann einen Sitz im Dáil im Wahlkreis Dublin Central. 1999 wurde sie nach einem Umzug für Ballyfermot Mitglied im Dublin City Council. Bei den Wahlen zum Dáil Éireann 2002 verlor sie dann ihren Sitz im Dáil und erreichte auch nicht die notwendige Stimmzahl auf der Verwaltungsliste für den Seanad. Bei den Kommunalwahlen 2004 verlor sie auch ihren Sitz im Dublin City Council.
Marian McGennis ist mit Bryan verheiratet. Beide haben drei Kinder.